# Bosse Österberg
Lars Magnus Bosse Österberg, född  31 januari 1942, död 6 oktober 2019,  var en finsk musiker, författare, illustratör och arkitekt. 
Han är känd för att ha skapat snapsvisan "Minne" på melodin "Memory".

## Allmänt
Under 1960-talet var Österberg vissångare tillsammans med brodern Robert, då med scennamnet ”Bosse & Robert”, och gav ut ett antal album, bland annat med Anki Lindquist. Österbergs egna visor och hans sätt att framföra dem kännetecknades av en burlesk och hejdlös humor, vilket i kombination med hans korrekta yttre gjorde honom till en uppskattad underhållare. Han blev känd via turnéer och TV i både Finland och Sverige, och som illustratör i dagstidningar, böcker och tidskrifter. Han har även gett ut några böcker, bland annat ”Berusande Ballader”, ”Ordläkarboken” och ”Mitt i prick med limerick”, och var stiftande ledamot i Finlandssvenska rimakademin (FiRA).
Österberg examinerades som arkitekt från Tekniska högskolan i Helsingfors 1969. Han var verksam om stadsplanerare i Helsingfors stadsplaneringsverk 1969–2004. På stadsplaneringskontoret 1969–1977 uppgjorde han bland annat den bevarande stadsplanen för Trä-Kottby. Åren 1977–1991 verkade han som generalplanearkitekt och utförde bland annat generalplanen och skisser för Gräsviken, där han återinförde en klassisk stadskomposition med slutna kvarter. Denna klassiska planeringsprincip vann gehör och har använts i stadens senare områdesplaner. Han utredde också Busholmens (Västra hamnen) förutsättningar som bostadsområde inom konceptet Gräsviken–Busholmen–Munkholmen och fortsatte detta på stadsplaneavdelningen 1991–1997, där han även gjorde bland annat Sandviksbassängens miljöplan 1994. Vid sidan av stadsplaneringsarbetet har han ritat ett tiotal magnifika privatvillor, där han kraftigt tagit avstånd från den modernistiska arkitekturen och i stället återskapat ett klassiskt dekorativt arkitekturspråk. Villorna är konstfullt utsmyckade och för tanken till Terijokivillorna och klassiska stilarter.

## Diskografi
- Sjöjungfrun (2001)
- Bosses barvänliga ballader (1980)
- Bosse på Lyran (1991)